# Каука (река)
Каука (на испански: Rio Cauca) е река в западната част на Колумбия, ляв, най-голям приток на река Магдалена. Дължината ѝ е 1350 km (по други данни – 1050 km), а площта на водосборния басейн – 63 300 km² (24,59% от водосборния басейн на Магдалена).
Река Каука води началото си на 4188 m н.в., от най-южните части на Централните Кордилери, в департамента Каука. В най-горното си течение е типична планинска река с бурно течение и голям наклон. Южно от град Кали излиза от планините и на протежение около 1000 km тече на север в широка (до 46 km) и дълбока тектонска долина между Централните Кордилери на изток и Западните Кордилери на запад. Тук се редуват участъци с бързеи и прагове и участъци със спокойно течение. В района на град Касерес (в департамента Антиокия) излиза от планините и широко се разлива по Прикарибската низина, образувайки множество протоци, езера и блата. Влива се отляво в река Магдалена (в ръкава Лоба), на 15 m н.в. Река Каука има много тесен и дълъг водосборен басейн, поради което няма големи притоци. По-значителните са Тулуа, Ла Виеха и Нечи (най-голям). Има двойно пълноводие през годината – през пролетта и есента. Средният годишен отток при навлизането в Прикарибската низина е 2900 m³/s. Плавателна е за плитко газещи речни съдове на два обособени участъка: в горното течение – от Кали до Картаго и в долното – от град Антиокия до устието.
През 1533 – 1534 г. испанският конкистадор Педро де Ередиа открива долното течение на реката, а от 1536 до 1539 г. друг испански конкистадор, Себастиян де Белалкасар, проследява и открива цялото ѝ течение.